# 興安陵
興安陵是中国南北朝时齐明帝萧鸾的陵墓。
興安陵是齐明帝萧鸾和皇后刘惠端的合葬墓，和南梁建陵（梁武帝萧衍的父亲梁文帝萧顺之的陵墓）相邻。興安陵位于江苏省丹阳市城东荆林镇三城巷东北方，位于沪宁高速以北、江苏华莱士西服厂的西北方的水田里（一说为梁敬帝萧方智的之陵），陵地已经夷为平地，现存有石麒麟、天禄各一。

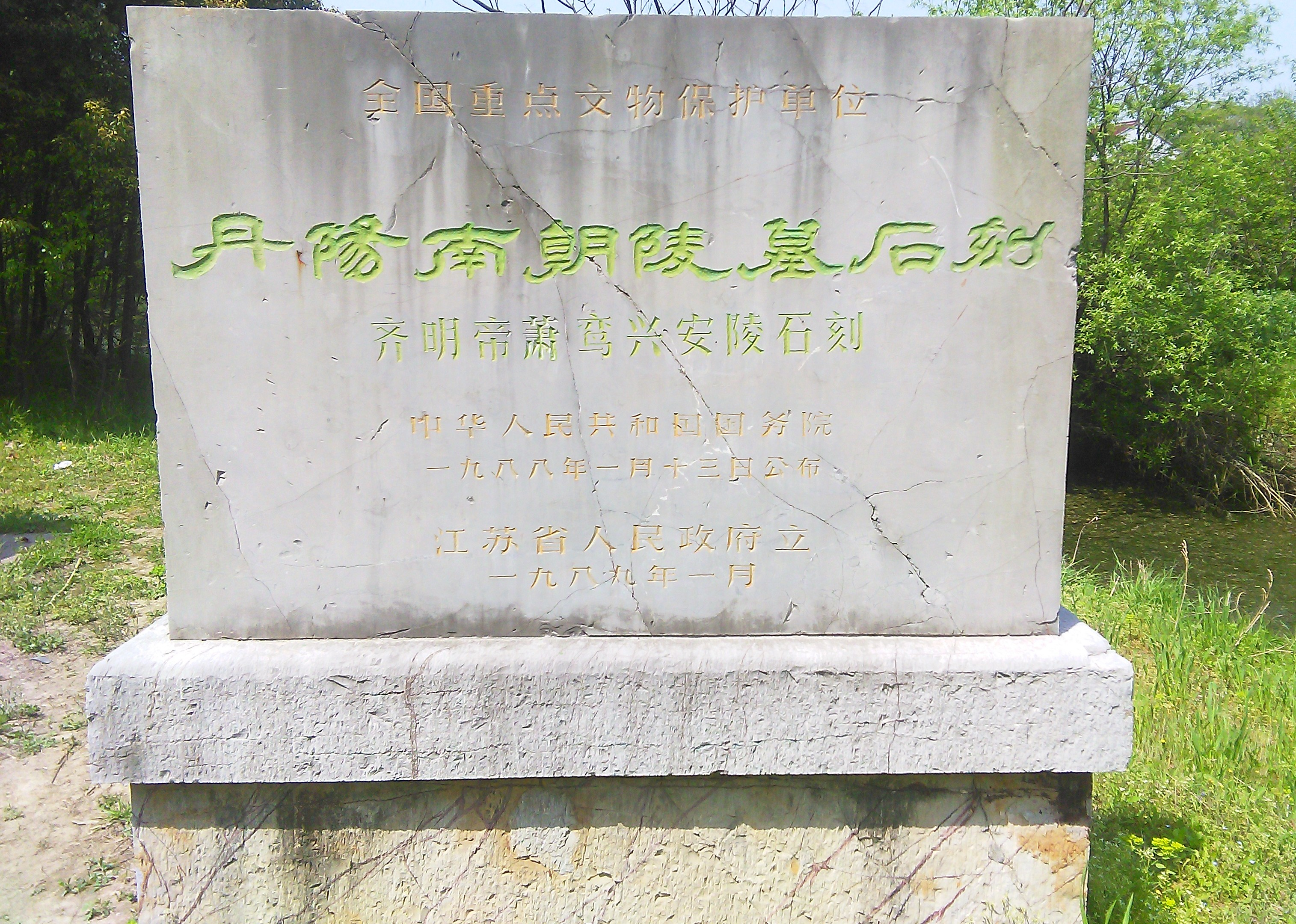
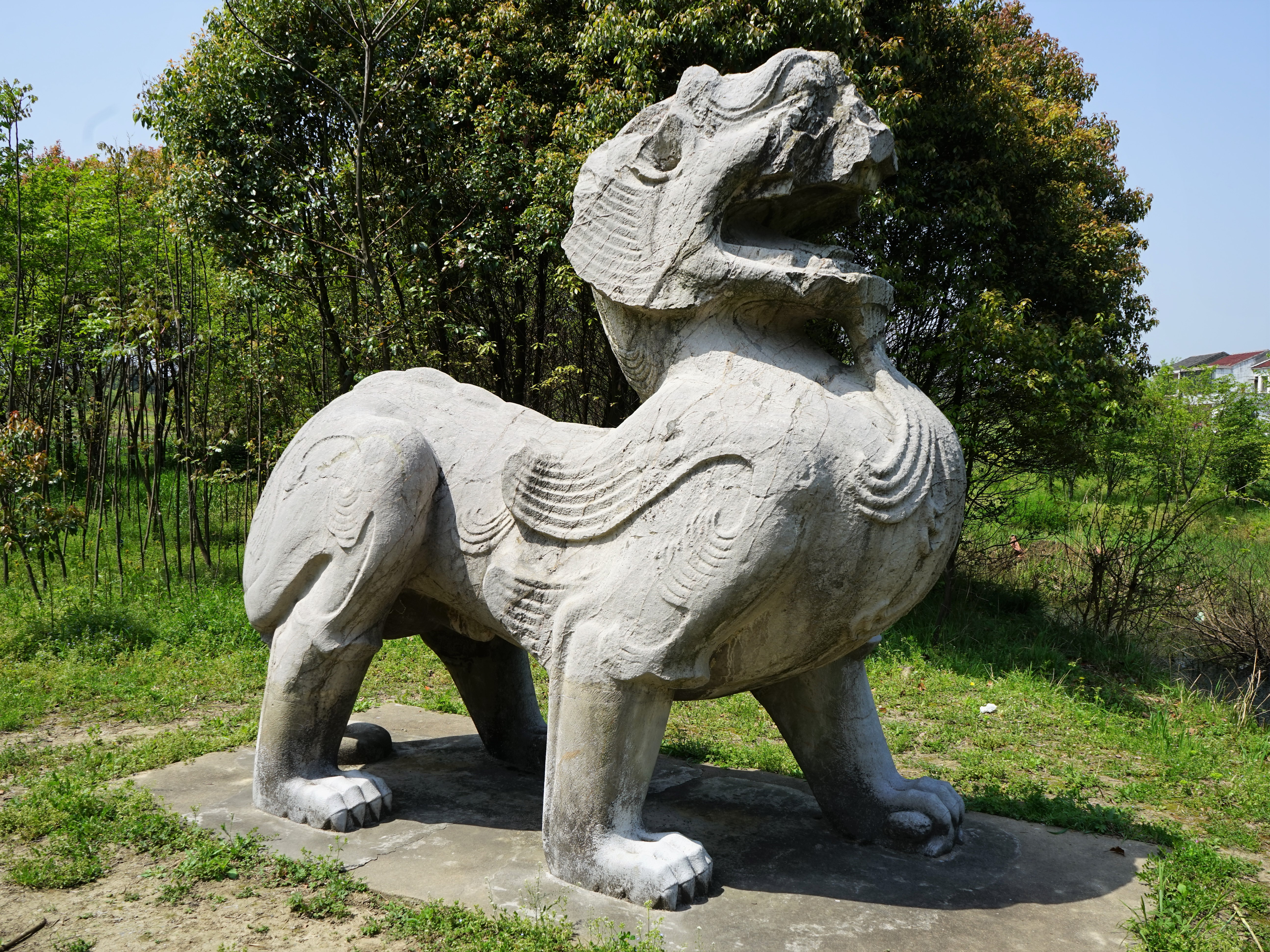
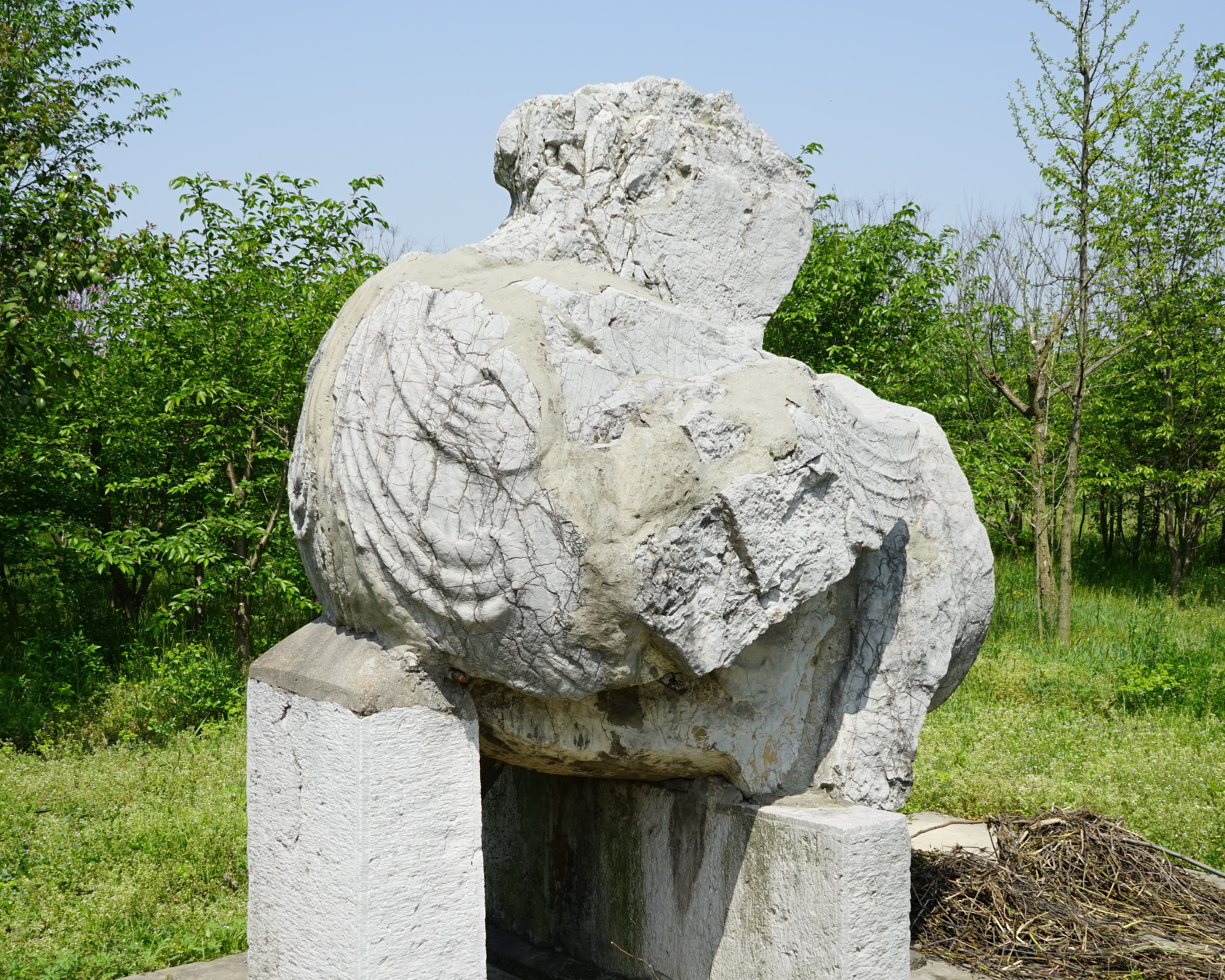